# Bruttia Crispina

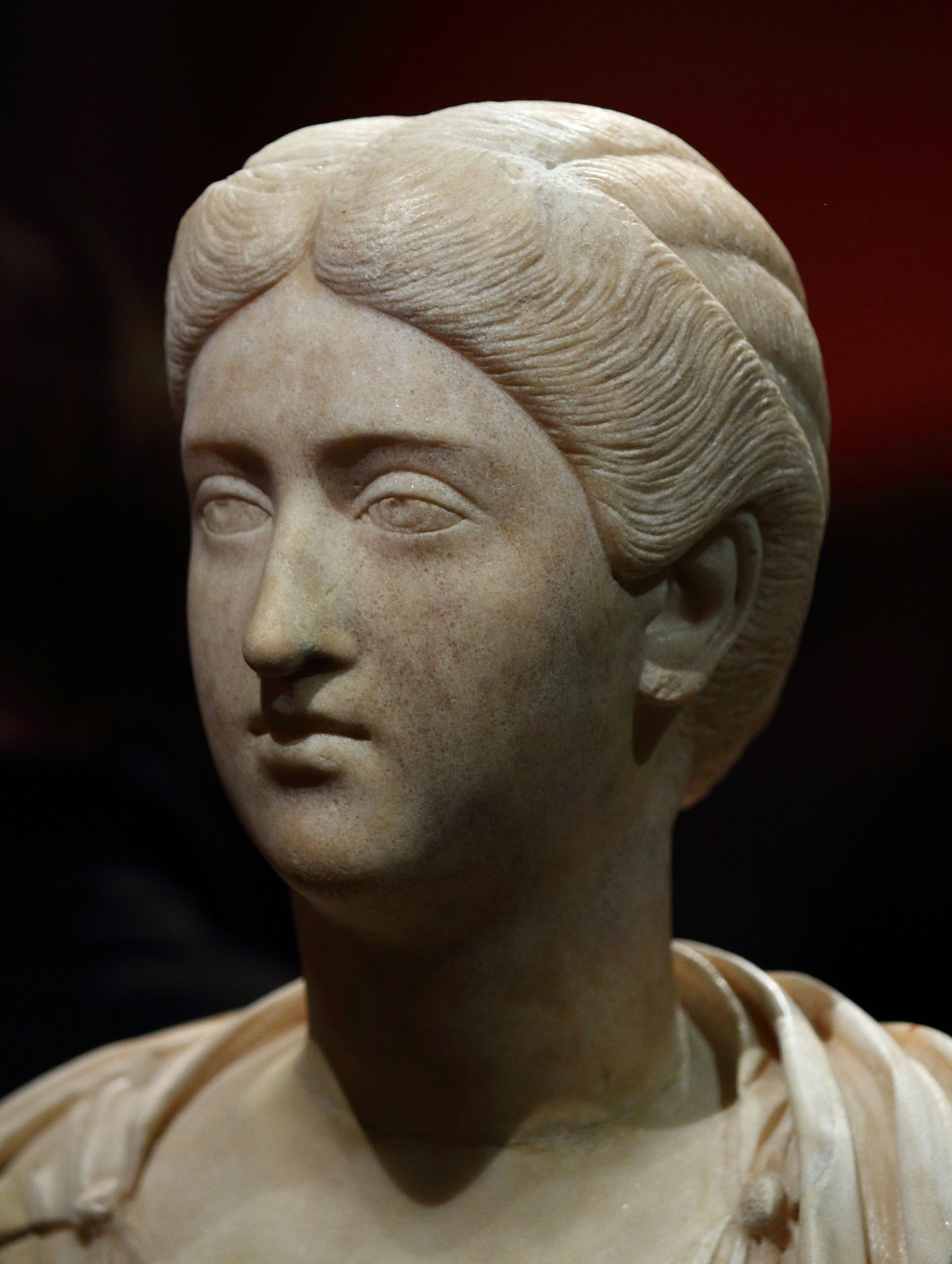
Crispina Augusta

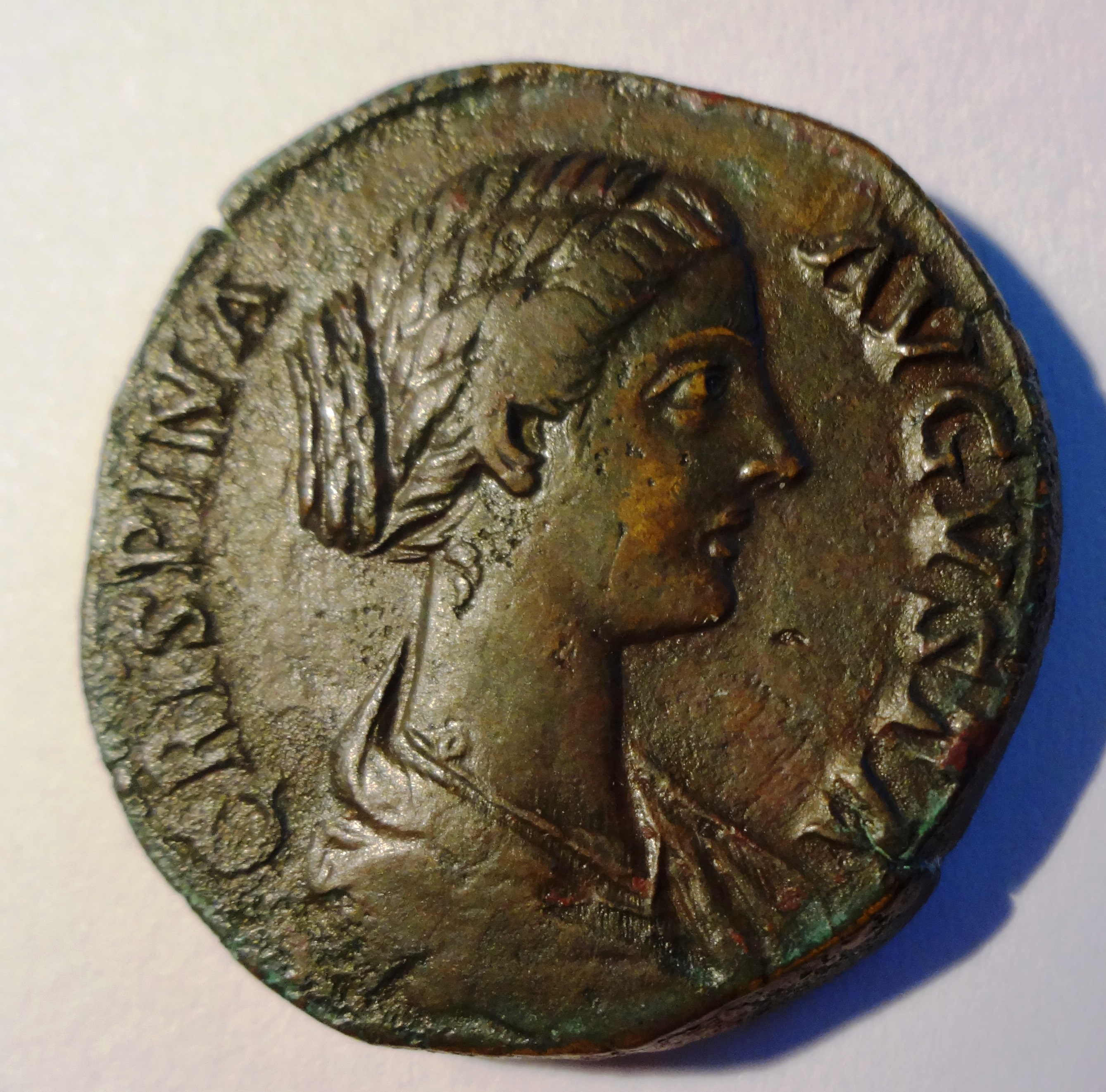
Crispina auf einem Sesterz

Bruttia Crispina (* 164; † zwischen 187 und 192 auf Capri) war die Gattin des römischen Kaisers Commodus. Wegen angeblichen Ehebruchs wurde sie nach Capri verbannt und hingerichtet.

## Leben
Über Crispinas Leben ist nur wenig bekannt. Sie war eine Tochter des römischen Konsuls Gaius Bruttius Praesens und der Valeria Marcia Hostilia Crispina Moecia Cornelia. Ihre Hochzeit mit Commodus fand noch zu Lebzeiten von dessen Vater Mark Aurel etwa Juni/Juli 178 statt. Mit der Hochzeit bekam Crispina den Titel einer Augusta.
Crispina wird ein ausschweifender Lebenswandel nachgesagt. Ihr schlechtes Verhältnis zu Lucilla, der Schwester ihres Gatten, soll zu Spannungen am römischen Kaiserhof geführt haben. Aus Münzbildern ist zu schließen, dass sie vermutlich eines oder mehrere Kinder gebar, die aber früh starben. Ihre Bildnisse erwecken den Eindruck, dass sie sehr schön war. Sie wurde des Ehebruchs beschuldigt, nach Capri verbannt und dort wahrscheinlich hingerichtet. Der Zeitpunkt ihrer Verbannung und ihr Todesjahr sind unbekannt. Jedenfalls dürfte ihre Exilierung erst nach 187 stattgefunden haben, da ihr Bruder Lucius Bruttius Quintius Crispinus in diesem Jahr das Konsulat bekleiden durfte. Noch im letzten Lebensjahr ihres im Dezember 192 verstorbenen Gemahls wurde ihr ein Standbild in der nordafrikanischen Stadt Thamugadi (das heutige Timgad in Algerien) geweiht. Dies deutet darauf hin, dass sie zu diesem Zeitpunkt noch lebte und erst kurz vor Commodus verstarb.